# バテラ語
バテラ語（バテラご、デーバナーガリー文字: बटेरी）はインド・ヨーロッパ語族インド・イラン語派ダルド語群コヒスタン諸語に属する言語である。バテラ・コヒスタン語、バテリ、バテラ・コヒスタニとも呼ばれる。パキスタンのカイバル・パクトゥンクワ州のインダス・コヒスタンのバテラ（Batera）地域とインドのジャンムー・カシミール州で話されている。